# Gustave Barra
Gustave Barra est un homme politique français né le 22 juin 1870 à Senarpont (Somme) et décédé le 3 mars 1932 à Saint-Pol-sur-Mer (Nord).

## Biographie
Docker au port de Dunkerque, il est, depuis 1919, conseiller municipal de Saint-Pol-sur-Mer lorsqu'aux élections générales du 11 mai 1924 il est élu second sur la liste du bloc ouvrier-paysan, après une vive campagne au cours de laquelle ses adversaires ont fait courir le bruit qu'il ne sait ni lire, ni écrire. À la Chambre, il s'inscrit au groupe communiste et fait partie de la Commission de la marine marchande. Il est l'un des instigateurs de la grève des dockers, à Dunkerque, en 1926. Aux élections au scrutin uninominal de 1928, il se présente dans la première circonscription de Dunkerque, mais, ne recueillant que 4 105 voix, sur 24 642 votants, au premier et 2 604 voix, sur 24.665 votants, au second tour, il n'est pas réélu.
Il meurt en 1932 à Saint-Pol-sur-Mer.

## Hommage
- Une rue de Saint-Pol-sur-Mer porte son nom[2].

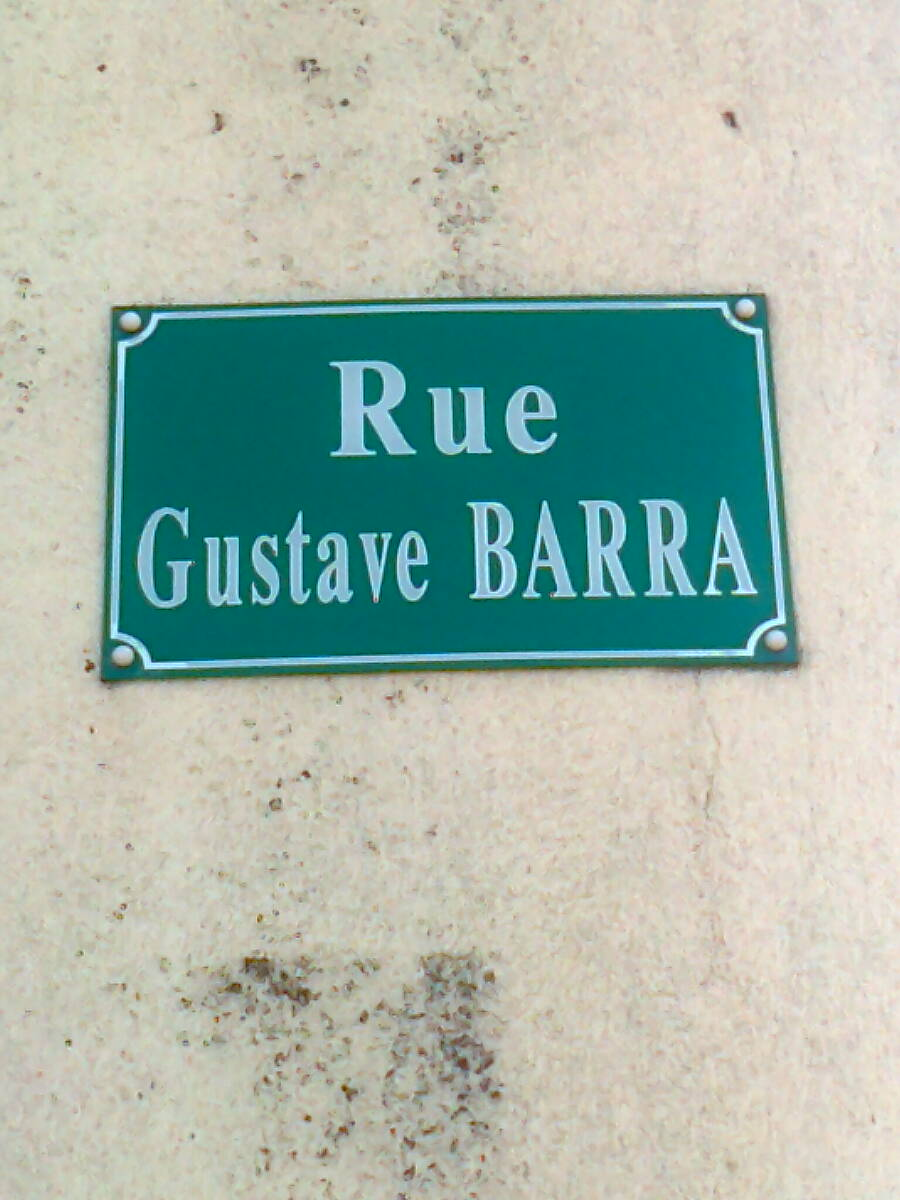

## Sources
- « Gustave Barra », dans le Dictionnaire des parlementaires français (1889-1940), sous la direction de Jean Jolly, PUF, 1960 [détail de l’édition]